# Авди Љуца
Љуца Авди или (Х)усо Авди (друга половина XVIII – прва половина XIX вијека) био је буљубљша османског Оногошта – Никшића. Припадао је истакнутом братству Љуца, у бројном никшићком фису Куча. У историјским изворима се помиње више пута. По жалби Дробњака из Старе Херцеговине, упућеној 1804. године владици Петру Првом Петровићу Његошу, наводи се да по злоупотребама положаја у отоманској власти предњаче извјесни Заим-бег и Авди Љуца, из Никшића. У једном од три документа из 1805. Авди Љуца се наводи и као потписник хуџета (писмна исправа доказне моћи) којим су се грађани Никшића обавезали на поштовање закона и органа власти Османског царства.
По етнографу Петру Шобајићу, Љуца Авди је погубио 80 Црногораца (по предању: добар на ножу, али лош нишанџија). Посједовао је катуне и Подима и Равној планини. У једном сукобу са Црногорцима Вука Лопушине Требјешанина, на Крнову, 1796. Године, (Х)усо Љуца је уз помоћ Демира Кајовића погубио Вука Лопушину. Авди Љуца је још за живота опјеван у епској поезији.